# Max More

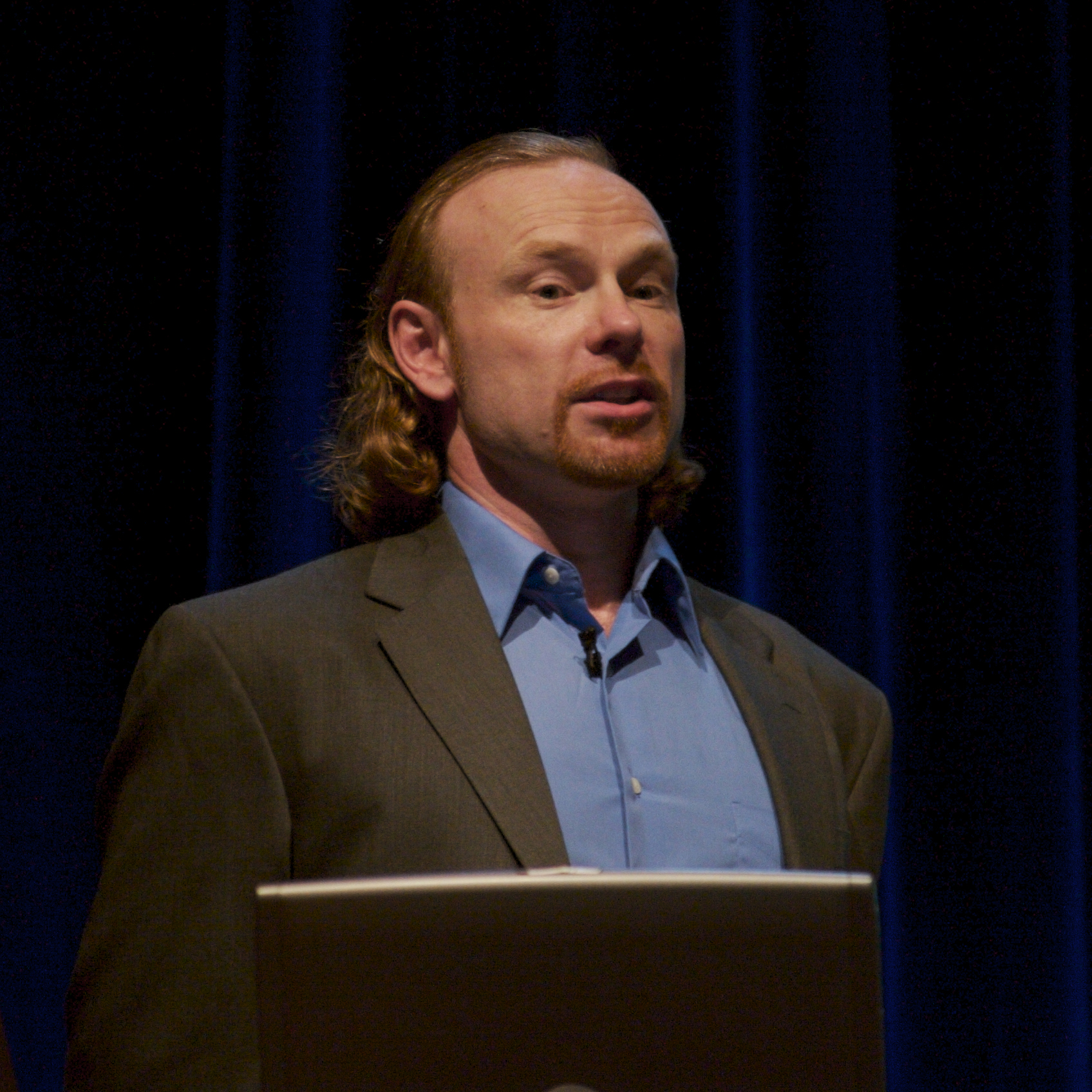
Max More na Singularity Summit w Stanford, 2006.

Max More (poprzednie nazwisko Max T. O’Connor) (ur. w styczniu 1964 w Bristolu, w Anglii) – filozof i futurolog, który pisze, przemawia oraz udziela konsultacji dotyczących podejmowania decyzji w dziedzinie powstających technologii.

## Życiorys
More ukończył studia na wydziale filozofii, polityki i ekonomii St Anne’s College, Oxford University (1987). Jego praca doktorska napisana w 1995 na University of Southern California zatytułowana „The Diachronic Self: Identity, Continuity, and Transformation” dotyczyła zagadnień nurtujących transhumanistów: natury śmierci, i dlaczego jednostki wciąż trwają pomimo istotnych zmian na przestrzeni czasu.
Twórca Extropy Institute, Max More napisał wiele artykułów dotyczących transhumanizmu i transhumanistycznego pojmowania ekstropii, a jego głównym dziełem są Principles of Extropy (Zasady Ekstropii) (obecnie wersja 3.11). W eseju „Transhumanism: Towards a Futurist Philosophy” („Transhumanizm: ku filozofii futurystycznej”) z 1990 wprowadził termin „transhumanizm” w jego współczesnym znaczeniu:
„Transhumanizm to klasa filozofii, które próbują kierować nas w stronę kondycji postludzkiej. Transhumanizm dzieli wiele elementów z humanizmem – przede wszystkim szacunek dla rozumu i nauki, nacisk na postęp i docenianie roli człowieczeństwa (czy transczłowieczeństwa) w doczesnym życiu, raczej niż w jakimś nadnaturalnym „życiu po śmierci”. Transhumanizm różni się od humanizmu przez przyzwolenie i oczekiwanie na radykalne zmiany w naturze i możliwościach naszego życia, oferowanych przez różne nauki i technologie, jak neurologia i neurofarmakologia, przedłużenie życia, nanotechnologia, sztuczna ultrainteligencja, zamieszkanie przestrzeni kosmicznej, w zestawieniu z racjonalną filozofią i systemem wartości.”
Transhumanism is a class of philosophies that seek to guide us towards a posthuman condition. Transhumanism shares many elements of humanism, including a respect for reason and science, a commitment to progress, and a valuing of human (or transhuman) existence in this life rather than in some supernatural “afterlife”. Transhumanism differs from humanism in recognizing and anticipating the radical alterations in the nature and possibilities of our lives resulting from various sciences and technologies such as neuroscience and neuropharmacology, life extension, nanotechnology, artificial ultraintelligence, and space habitation, combined with a rational philosophy and value system.
– „Transhumanism: Toward a Futurist Philosophy”
More jest także znany z prac na temat wpływu nowych technologii na firmy i inne organizacje. Jego „Proactionary Principle” (Zasada proaktywności) miała na celu określić równowagę pomiędzy ryzykiem i korzyściami płynącymi z innowacji technologicznych.
Do 1989 Max More publikował pod poprzednim nazwiskiem, Max T. O’Connor.
Z dniem 1 stycznia 2011 Max More został prezesem i CEO w Alcor Life Extension Foundation – organizacji świadczącej usługi krioprezerwacji, której jest członkiem od 1986.
2 grudnia 2011 Max More wystąpił na konferencji TEDx w Hongkongu.